# Saccella elenensis
Saccella elenensis – gatunek małża morskiego należącego do podgromady pierwoskrzelnych.
Muszla wielkości: długość 1,4 cm, szerokość 0,7 cm, średnica 0,5 cm, kształtu wydłużonego. Występuje na głębokości od 4 do 82 metrów.
Są rozdzielnopłciowe, bez zaznaczonych różnic płciowych w budowie muszli. Odżywiają się planktonem oraz detrytusem.
Występuje od Zatoki Kalifornijskiej po Peru.